# Дарко Новаковић
Дарко Новаковић (Земун, 3. октобар 1949 — Београд, 15. фебруар 2018) академски сликар-графичар, аутор 12 уникатних типова српске ћирилице, бавио се графичким дизајном и илустрацијом. Од 1976. био је члан Удружења ликовних уметника примењених уметности (УЛУПУДС).

## Биографија
Дипломирао 1974. на Академији за примењену уметност у Београду, на Одсеку за графичке комуникације у класи професора Милоша Ћирића. 1979. запослио се у НИП Борба, на пословима графичког уредника дневног листа. Касније исте године прелази у НИП Политика, на место графичког уредника дневног листа Политика Експрес. 1985. године поставио је, ликовно и графички, часопис за савремену светску књижевност "Писмо" уз обавезу да свака нова насловна страна буде урађена другим ћириличним писмом.
После оснивања новог недељника на енглеском: The International Weekly (у оквиру НИП Политика) 1990, прелази у нову редакцију на место ликовно-графичког уредника. Поставља стандарде за прелом и графички изглед новине, а следеће године ради редизајн логотипа овог недељника. 1991. ликовно и графички поставља "Источник", нови часопис за веру и културу у оквиру Књижевног друштва "Писмо". 1992. у оквиру Књижевног друштва "Писмо", ликовно и графички поставља нови часопис за књижевност на енглеском језику "Shakespeare and Company", часопис-годишњак за холандску и фламанску књижевност "Еразмо", као и часопис-годишњак за руску књижевност "Руски Алманах".
1993. године прелази у новоосновани недељник "Народни живот" на место ликовно-графичког уредника. Наредне године "Народни живот" престаје да постоји и мења име у "Магазин". 1994. године враћа се у редакцију дневних новина "Политике", на место графичког уредника "Спортског журнала". 1995. године поставља и ликовно и графички уређује ревију за филм и видео "Екран 2000". Године 1997. графички поставља и води нови часопис "Европљанин" до убиства његовог власника Славка Ћурувије, 1999.
Године 1999. поставља и ликовно и графички уређује часопис "Корени", лист Срба у расејању, као и новине Српског савеза у Шведској, "Глас Срба". 2001. године враћа се у "Политика" а.д., на место уметничког директора компаније. Исте године поставља ликовно и графички месечник "Le monde diplomatique" у српском издању.
Од 2002. године ради као самостални уметник. Године 2003. поставља и ликовно и графички уређује часопис "Пулс Срба", месечник за Србе у расејању. 2004. поставља и ликовно и графички уређује женски часопис "Софиа". Године 2005. ради редизајн дневног листа "Вести", јединог дневника за дијаспору који се тада продавао у Европи, на Америчком континенту и у Аустралији. 2005. године почиње да уређује часопис "kWh", интерно гласило ЕПС-а. 2012. године ради редизајн и ликовно и графички уређује "Мостове", часопис Удружења књижевних преводилаца Србије.

## Изложбе
1974. - Изложба графика са Горданом Маринковић - Графички Колектив Архивирано на веб-сајту  (22. март 2020), Београд
1991. - Самостална изложба ћириличних писама - Музеј примењене уметности, Београд
1995. - Групна изложба "Савремена православна српска уметност" у Музеју примењене уметности, Београд
2006. - Групне, путујуће изложбе "Културе ћирилице", као члан друштва
2014. - "Ћирилица – архитектура писма" - 10 - 22. новембра - Графички Колектив Архивирано на веб-сајту  (22. март 2020), Београд

## Награде и признања
1989. - Награда "Захарије Орфелин" за "ликовност у књижевним делима" за доследност у опреми часописа "Писмо" - Књижевна омладина Новог Сада
1992. - Плакета УЛУПУДС-а за изложбу ћириличних писама